# Mickey Coll
Miguel Ángel « Mickey » Coll, né le 12 février 1951, à San Juan, à Porto Rico et décédé le 23 décembre 1972, à Barceloneta, à Porto Rico, est un ancien joueur portoricain de basket-ball.

## Palmarès
- Finaliste des Jeux panaméricains de 1971